# Коллінг (муніципалітет)
Коллінг (дан. Kolding) — муніципалітет у регіоні Південна Данія королівства Данія. Площа — 607.1 квадратних кілометрів. Адміністративний центр муніципалітету — місто Коллінг.

## Населення
У 2012 році населення муніципалітету становило 89 412 осіб.